# 煤礦歷史遺址
煤礦歷史遺址（英語：Coal Mines Historic Site）是一座位於澳洲塔斯馬尼亞州塔斯曼半岛的的罪犯緩刑站，約在1833–48年期間建造，同時也是該國第一個營運煤礦的所在地。在過去是作為亞瑟港「最差等級」罪犯的懲罰地點。

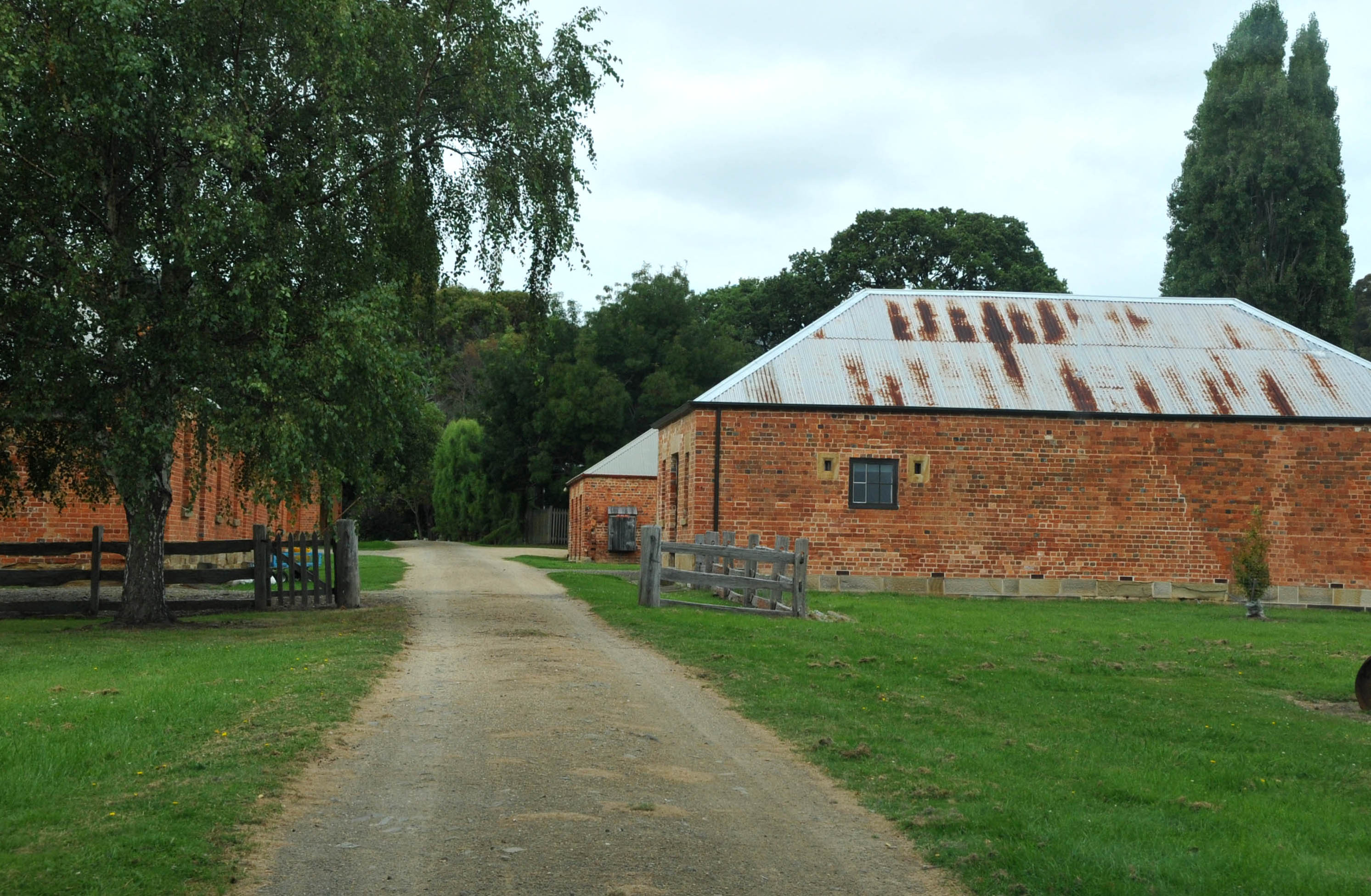
諾福克灣罪犯站

煤礦歷史遺址的範圍包括一系列由廢墟和景觀改造的遺址，位於塔斯曼半島小諾福克灣的叢林中，目前該遺跡已被正式列入澳大利亞國家遺產名錄和聯合國教科文組織的世界遺產名錄，其中包括：
「歐洲列強藉由大規模囚犯運輸以勞動從而實現殖民擴張的最佳例子。」

## 外部連結
- . Australian Heritage Database. Department of the Environment.
- Coal Mines Historic Site website
- Tasmania Parks and Wildlife Service - Coal Mines Historic Site  （页面存档备份，存于）